# Maraton Bostoński

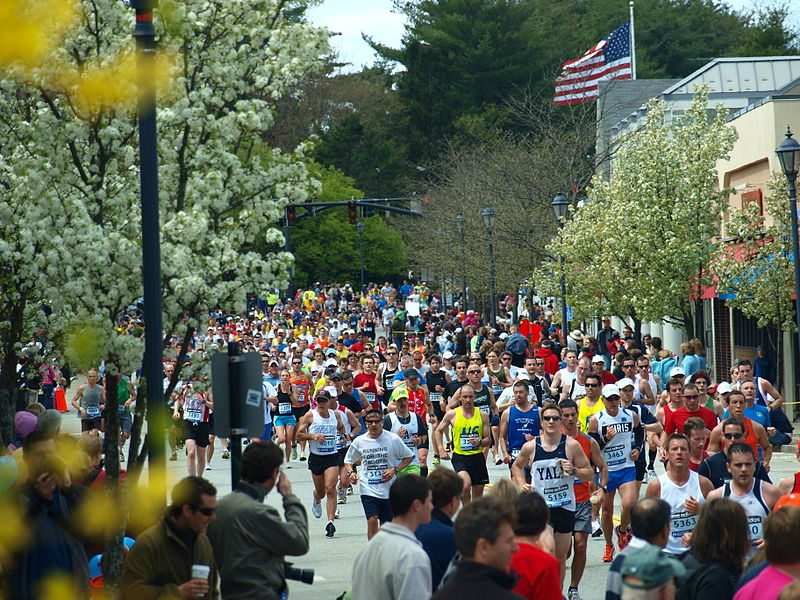
Uczestnicy Maratonu Bostońskiego w 2010 w Wellesley, zaraz po przekroczeniu półmetka

Maraton Bostoński (Boston Marathon) – maratoński bieg uliczny rozgrywany corocznie na ulicach Bostonu i sąsiadujących z nim miejscowości. Organizowany jest zawsze w święto Patriots’ Day (trzeci poniedziałek kwietnia). Pierwsza edycja odbyła się 19 kwietnia 1897 – inspiracją był pierwszy nowożytny bieg maratoński rozegrany podczas Letnich Igrzysk Olimpijskich 1896 w Grecji. Jest to najstarszy corocznie organizowany bieg tego typu na świecie, jak również uważany za najbardziej prestiżowy maraton w Stanach Zjednoczonych.
Wyniki uzyskane podczas maratonu w Bostonie nie są oficjalne, ponieważ trasa nie spełnia wymaganych przez IAAF kryteriów – spadek trasy wynosi 139 metrów (maksymalnie według przepisów 42 metry), a odległość (liczona w linii prostej) pomiędzy startem a metą przekracza połowę długości biegu.
W ramach maratonu w Bostonie czterokrotnie rozgrywano mistrzostwa USA na tym dystansie (w 1925, 1928 i 1929 wśród mężczyzn, w 2007 wśród kobiet).

## Kwalifikacje
Aby zostać dopuszczonym do startu w Maratonie Bostońskim należy spełnić wymogi kwalifikacyjne. Do startu dopuszczeni są biegacze w wieku co najmniej 18 lat, którzy spełnią standardy kwalifikacyjne. Chodzi o przedstawienie stosownego certyfikatu wydanego przez narodowy związek lekkoatletyczny zrzeszony w Międzynarodowym Stowarzyszeniu Federacji Lekkoatletycznych, w którym potwierdzone jest ukończenie maratonu w czasie wymaganym przez organizatorów Maratonu Bostońskiego (przyjmuje się zazwyczaj, że dany certyfikat jest ważny na 18 miesięcy przed kolejną edycją Maratonu Bostońskiego).
| Maraton Bostoński Minimum kwalifikacyjne (dla biegu w 2014 roku) |                |                |
| Wiek                                                             | Mężczyźni      | Kobiety        |
| 18–34                                                            | 3 godz. 5 min  | 3 godz 35 min  |
| 35–39                                                            | 3 godz. 10 min | 3 godz. 40 min |
| 40–44                                                            | 3 godz. 15 min | 3 godz. 45 min |
| 45–49                                                            | 3 godz. 25 min | 3 godz. 55 min |
| 50–54                                                            | 3 godz. 30 min | 4 godz. 0 min  |
| 55–59                                                            | 3 godz. 40 min | 4 godz. 10 min |
| 60–64                                                            | 3 godz. 55 min | 4 godz. 25 min |
| 65–69                                                            | 4 godz. 10 min | 4 godz. 40 min |
| 70–74                                                            | 4 godz. 25 min | 4 godz. 55 min |
| 75–79                                                            | 4 godz. 40 min | 5 godz. 10 min |
| 80+                                                              | 4 godz. 55 min | 5 godz. 25 min |